# La Montada
La Montada és un indret del terme municipal de Conca de Dalt, a l'antic terme de Toralla i Serradell, al Pallars Jussà, en territori que havia estat del poble de Torallola.
Està situat al sud de Torallola i al nord-est de Sensui. És al costat nord-est de Peraire, al sud-est de lo Rengueret i al sud-oest de lo Comellar.